# Rótova

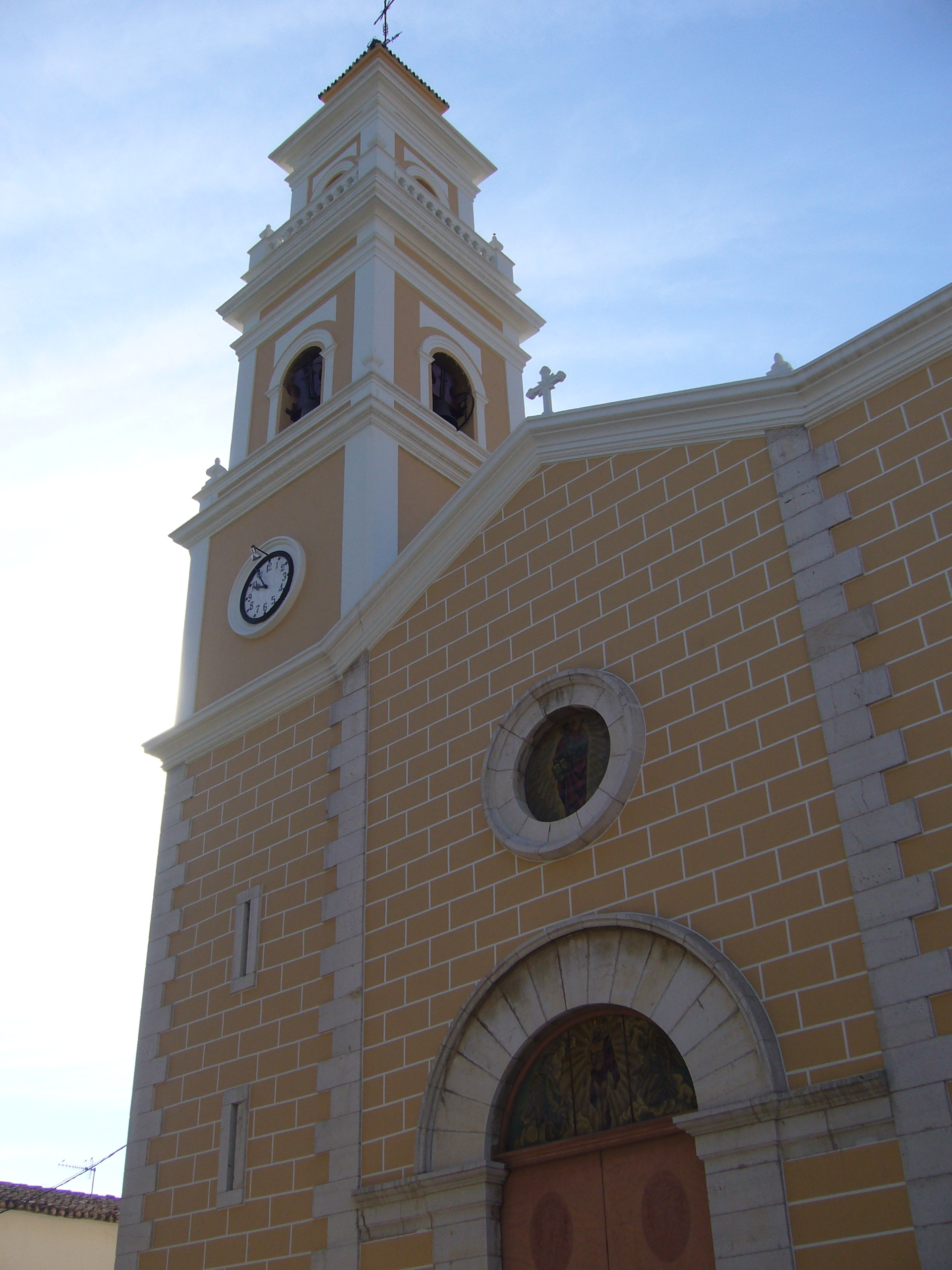
Iglesia de San Bartolomé

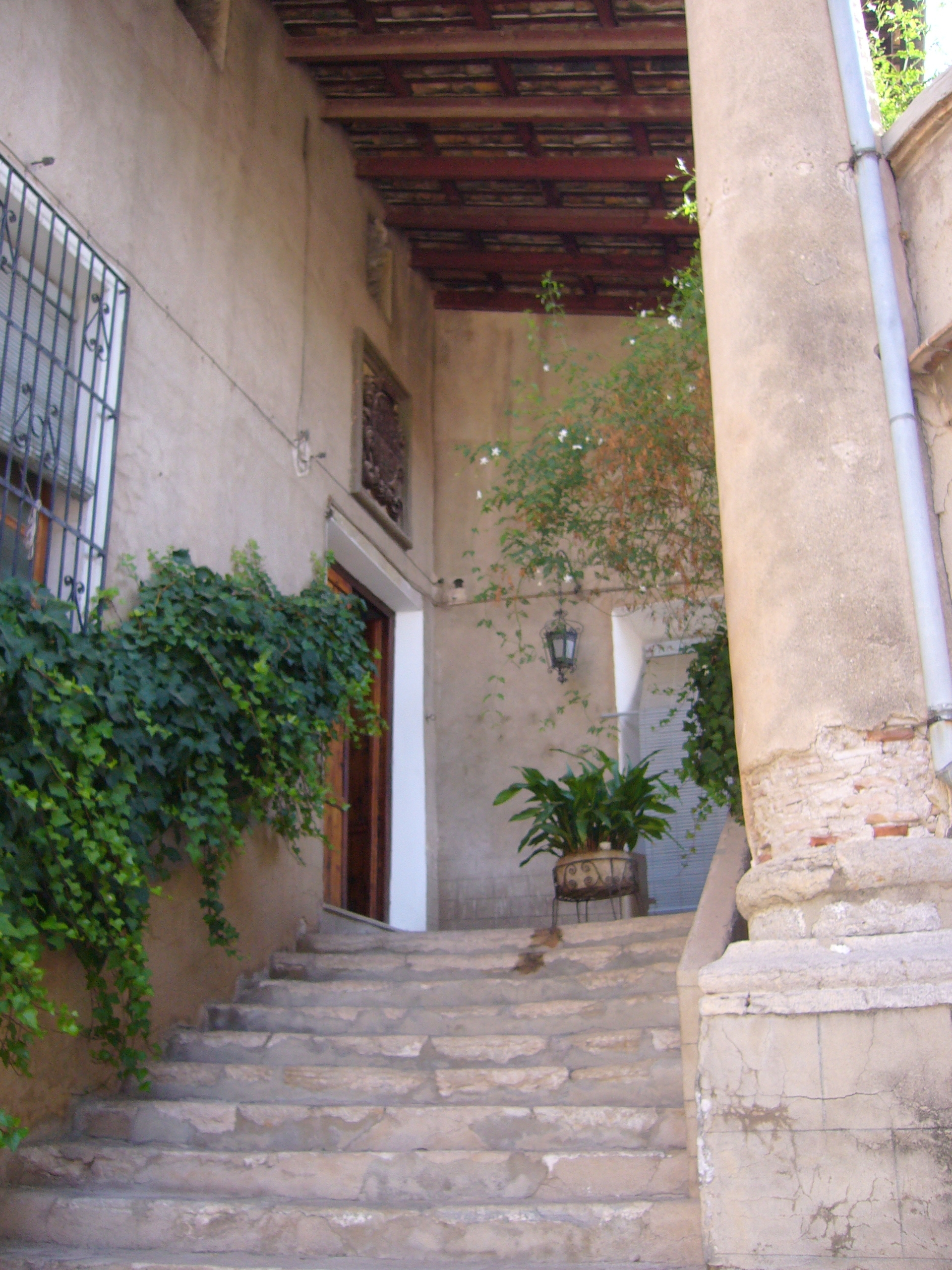
Palacio de los Condes de Rótova

Rótova (en valenciano y oficialmente Ròtova) es un municipio de la Comunidad Valenciana, España. Perteneciente a la provincia de Valencia, en la comarca de la Safor.

## Toponimia

Localización en la comarca de la Safor

El topónimo deriva del árabe رتبة (rutba) «lugar de cobro de impuestos por el ganado».

## Geografía
Situado en la zona meridional de la provincia de Valencia. El relieve presenta dos partes bien diferenciadas: la parte sureste está ocupada por una llanura aluvial constituida por los arrastres del río Vernisa y su afluente por la derecha el barranco de la Daya, que se une al de Alfahuir poco antes de alcanzar al Vernisa. Esta es la zona ocupada por los cultivos de regadío, especialmente naranjos. Desde el mismo curso del río Vernisa hacia el noroeste el terreno se hace más elevado y montañoso. La mayor altura está en el cerro del Agua (Aigua) (590 m.), seguido por el Alto de las Águilas (Alt de les Àguiles) (581 m.) y el Alto de la Fuente Blanca (Alt de la Font Blanca) (557 m.), todos en el extremo noroeste. Próximos a la población están los cerros del Castell y el de la Planicie. Entre el cerro de Agua (Aigua) y el Alto de las Águilas (Alt de les Àguiles) nace la Fuente dels Llibrells, que más tarde da origen al barranco dels Garrofers, que corre por toda la parte norte hasta desembocar en el Vernisa entre Rótova y el Monasterio de San Jerónimo de Cotalba.
El clima es mediterráneo.
Desde Valencia se accede a esta localidad, por carretera, a través de la N-332 para enlazar con la CV-686 y finalizar en la CV-60.

### Localidades limítrofes
El término municipal de Rótova limita con las siguientes localidades: Ador, Alfahuir, Almiserat, Luchente y Palma de Gandía, todas ellas de la provincia de Valencia.

## Historia
El desarrollo histórico de Rótova ha sido casi paralelo a la vida del Monasterio de San Jerónimo de Cotalba, situado al nordeste y fuera ya del término.
En su término municipal abundan los hallazgos de restos prehistóricos, entre las cuales destacan la cueva de "les Rates Penades", el cobijo de la Peña Roja, la cueva del Barranco Blanco y otros cobijos en proceso de estudio. Apareció una lápida romana, ahora al Museo Arqueológico de Gandia (MAGA), al construir las casas de detrás de la iglesia, quizás en relación con la villa romana de la Sort situada entre Rótova y Alfauir.
A lo largo de la baja edad mediana hubo pobladores cristianos que convivían con los musulmanes. Dentro del antiguo término del castillo de Borró, tenía que depender, no obstante, de la jurisdicción superior del castillo de Palma. En el comienzo del XV, su señor, Joan de Fluvià, llevó a cabo un gran proyecto hidráulico para mejorar la acequia común de Rótova y Alfauir y acordó con los jerónimos de Cotalba la utilización de las aguas del Vernisa. Desde 1546 se rige por la carta de población otorgada por Pere de Figuerola. Al final, Rótova era uno de los pocos señoríos que había escapado a la codicia de los Borja, y cambiaba de manos con frecuencia. Propiedad de la familia Vich al entrar al XVI, pasaría después en los Polop, a los Baiarri, en los Balaguer y finalmente a manos de Josep Faus, quién lo compró en la última década del siglo XVIII. En el año 1800, su descendente Llorenç Bou de Penyarroja consiguió el título de conde de Rótova.
Tenía una demografía limitada (18 casas habitadas el 1646), unas rentas exiguas y escasas posibilidades de expansión, cercado como estaba por señoríos vinculados a los jerónimos. Sin embargo, en el siglo XVIII se consolidó como el núcleo más importante entre los pueblos del Valle del Vernissa. En la década del 1920 tuvo lugar cierto crecimiento y se construyó el barrio de la Salud, pero en conjunto, las últimas décadas han sido de estancamiento e incluso recesión.
La parroquia se independizó de Palma en 1535. Entonces, el prior de San Jerónimo de Cotalba se obligaba a poner un sacerdote secular para instruir los moriscos de Castellonet y Almiserat. Le pertenecían estos municipios como ayudas de primera y el de Alfauir como anexo. Por aquellos años fue párroco el que después será el venerable Miguel López de Grez, de origen navarro. Desde el Monasterio de San Jerónimo de Cotalba, después de la desamortización, se trasladan la imagen de la Virgen de la Salud y el retablo mayor. La virgen, procedente de Onil, había sido llevada al monasterio a consecuencia de una epidemia acontecida en 1752. Actualmente, la parroquia todavía conserva Alfauir como anexo. Tiene partidas sacramentales desde 1620, correspondientes en todos los pueblos de la cuenca del Vernisa. Desde 1767, solo de Rótova y Alfauir. El archivo municipal pone en marcha sus series desde mediados de siglo XIX.

## Demografía
Rótova cuenta con una población de 1270 habitantes (INE 2024).
| Gráfica de evolución demográfica de Rótova entre 1842 y 2021                                                        |
| |
| Población de derecho según los censos de población del INE Población de hecho según los censos de población del INE |

## Economía
Su economía descansa en la recolección y exportación de naranjas. El cultivo lo ocupa en su mayor parte el regadío. Dentro del secano se cultivan olivos y algarrobos.
La riqueza ganadera la ocupan el ganado vacuno y las gallinas repartidas entre granjas avícolas.

## Administración y política

### Gobierno municipal
El gobierno del Ayuntamiento de Rótova se escoge por sufragio universal en elecciones celebradas cada cuatro años. El sistema D'Hondt es el método electoral que se utiliza en España, para repartir los concejales de los ayuntamientos, de modo aproximadamente proporcional a los votos obtenidos por las candidaturas.
En las Elecciones municipales de 2023 en Rótova Jordi Puig ha vuelto a ganar por mayoría absoluta y ha obtenido cinco regidores.
Actual distribución del Ayuntamiento después de las Elecciones municipales de 2023 en Rótova
| Elecciones municipales de 2023 en Rótova  |         |                   |       |         |            |            |
| Partido                                   | Partido | Candidato         | Votos | Votos   | Concejales | Concejales |
| Compromís per Ròtova                      |         | Jordi Puig Muñoz  | 540   | 50,25 % | 5          |            |
| AROT                                      |         | Francisco Faus    | 218   | 24,35 % | 2          | 2          |
| Partido Popular                           |         | Dolores Momparler | 217   | 24,24 % | 2          | 2          |
| Fuente: Ministerio del Interior (España). |         |                   |       |         |            |            |

### Alcaldía
El Ayuntamiento de Rótova se escoge por sufragio universal en elecciones celebradas cada cuatro años. Se compone de 9 miembros, los cuales eligen al alcalde del pueblo.
| Periodo   | Nombre                                                        | Partido              |
| --------- | ------------------------------------------------------------- | -------------------- |
| 1979-1983 | Heliodoro Faus Pérez Francisco Polop Bolufer (desde 13/03/82) | Independent UCD      |
| 1983-1987 | Santiago Faus Soler                                           | AP-PDP-UL-UV         |
| 1987-1991 | Santiago Faus Soler                                           | AP                   |
| 1991-1995 | Santiago Faus Soler                                           | PP                   |
| 1995-1999 | Joaquín Saneugenio                                            | PP                   |
| 1999-2003 | Antonio García Serra                                          | PP                   |
| 2003-2007 | Antonio García Serra                                          | PP                   |
| 2007-2011 | Antonio García Serra                                          | PP                   |
| 2011-2015 | Antonio García Serra                                          | PP                   |
| 2015-2019 | Antonio García Serra                                          | PP                   |
| 2019-2023 | Jordi Puig Muñoz                                              | Compromís per Rótova |
| 2023-act. | Jordi Puig Muñoz                                              | Compromís per Rótova |

## Patrimonio
- Iglesia de Sant Bartolomé Apòstol. Se constituyó en 1534 y el edificio actual es del siglo XVII y es de estilo neoclásico valenciano. Está dedicada a San Bartolomé Apóstol y su capilla de la comunión fue añadida en 1901 en dedicación a la Virgen de la Salud
- Palacio de los condes de Rótova. Casa señorial en la que vemos el escudo nobiliario y una gran columna junto a una original escalera imperial de piedra calcaria.
- Monasterio de San Jerónimo de Cotalba. Este monasterio de estilo gótico-renacentista fundado por Alfonso de Aragón el Viejo en 1388, se encuentra a solo 1 km del núcleo urbano de Rótova.
- Ruta de los Monasterios de Valencia. Rótova se encuentra enclavada dentro del itinerario de esta ruta monumental y cultural inaugurada en 2008, que discurre por la localidad, visita ineludible de la cual, es el histórico Monasterio de San Jerónimo de Cotalba.
- El Castillo de Borró es una fortaleza de origen musulmán, es bien de interés cultural con registro ministerial R-I-51-0010922 de 5 de noviembre de 2002.
- Villa Romana de la Sort.
- Museo de la pansa. Antiguo Riu-rau del Roig restaurado y convertido en museo.
- Penya Roja. Zona arqueològica
- Cueva del Barranc Blanc con yacimientos prehistóricos
- Acueducto de San Jerónimo de Cotalba, conducción de agua de la Font de la Finestra al Monasterio de San Jerónimo de Cotalba.

## Fiestas locales
- San Antonio Abad. Se celebra el fin de semana anterior o posterior al 17 de enero con la tradicional hoguera y la bendición de los animales.
- La Candelaria. 2 de febrero.
- El Porrat de Sant Macià (San Matias). Se celebra el último fin de semana de febrero con un tradicional "porrat" y mercado medieval.
- Fiestas de moros y cristianos (Primer fin de semana de agosto)
- Fiestas Patronales. Las fiestas patronales son el primer fin de semana de septiembre, empiezan el primer miércoles de mes y terminan domingo. Miércoles, la víspera, se presenta a las Damas y se corona a la Reina de las fiestas de ese año. El primer día en honor a San Bartolomé Apóstol (el patrón del municipio),el segundo día en honor a la Virgen de la Salud (la patrona del municipio), el tercer día en honor a la Divina Aurora, y el cuarto día en honor al Cristo de la Fe.

## Gastronomía
- Arroces. Paella, arroz al horno (con judías secas y nabos, arroz con costra...), arroz de cuaresma, entre otros.
- Cocas de maíz. Hechas con harina de maíz y trigo y rellenas de anchoas, huevo duro, atún..., o bien con una sardina asada.
- Dulces. Rollos de huevo, empanadillas de boniato y almendra, de cabello de ángel, rollitos de aguardiente, los carquiñoles, los mantecados, los bizcochos, los mostachones, etc.

## Personas notables
- Josep Maria Balbastre Vila, poeta
- Ramón Calabuig Rodrigo, poeta